# Amarilis
Amarilis (ur. w Huánuco?) – pseudonim nieznanej z nazwiska XVII-wiecznej poetki peruwiańskiej; autorki Epístola a la Belardo (pl. "List do Belardo", wyd. w 1621 r.) – wiersza miłosnego adresowanego do hiszpańskiego dramaturga Lope de Vegi.
Prawdziwe personalia i biografia Amarilis pozostają nieznane. Z wiersza jej autorstwa można wyczytać, że była urodziwą kreolką, wcześnie osieroconą przez rodziców i wychowywaną przez ciotkę. Wedle swoich słów poetka zrezygnowała z małżeństwa i prowadziła życie w czystości w klasztorze w Limie. Amarilis informuje też, że ma siostrę, którą nazywa imieniem Belisa.
W Epístola a la Belardo wyraźnie widać wpływy poezji włoskiej i poetów antycznych. Jego autorka jest jednak świadoma pewnego nowatorstwa swojej poezji (którą nazywa "nowym owocem" – fruta nueva), pochodzącej z Nowego Świata i pisanej przez kobietę. Nie obawia się również wyjawiać swoich uczuć wybitnemu autorowi, gdyż postrzega siebie jako "silną kobietę" (la mujer que es fuerte), pozbawioną strachu. Swoim wierszem wyznaje hiszpańskiemu dramaturgowi, że będzie go wiecznie kochać niemożliwą miłością, prosi go również o napisanie biografii jej patronki – św. Doroty.
De Vega opublikował wiersz Amarilis w swoim zbiorze La Filomena w 1621 roku, odpowiedział też na niego w tym samym zbiorze, wyrażając swój podziw i obiecując dozgonną miłość tajemniczej poetce.
Epístola a la Belardo jest jedynym znanym wierszem Amarilis. Niektórzy podejrzewają jednak, że być może była tożsama z niezidentyfikowaną do dziś anonimową autorką pierwszego iberoamerykańskiego traktatu estetycznego – Discurso en loor de la poesía ("Traktat pochwalny o poezji", 1617).